# Кока Євген Костянтинович
Євген Костянтинович Ко́ка (рум. Eugen Coca;(15 квітня 1893, Курешниця, Сорокського повіту, Бессарабська губернія — 9 січня 1954, Кишинів) — молдовський радянський скрипаль і композитор, заслужений діяч мистецтв Молдавської РСР (1946).

## Біографія
Євген Кока народився 15 квітня 1893 року в селі Курешниця Сорокського повіту Бесарабська губернія|Бессарабської губернії].
У дитинстві навчався грі на скрипці у власного батька — відомого леутара Костаке Кока, потім у Кишинівській музичній школі Російського музичного товариства за класом Йосипа Фінкеля і К. Теута. У 1926 ріку закінчив приватну кишинівську консерваторію «Уніря» за класом скрипки.
Як виконавець, виступав у багатьох містах Румунії та Бесарабії, а згодом. У 1942 році, підробивши свідоцтво про хрещення, добився звільнення з Кишинівського єврейського гетто свого зятя Еммануїла Пінчевського.
Як композитор Євген Кока охопив величезну кількість жанрів: симфонія, балет, ораторія, хорова сюїта, симфонічна поема, романс, музика до спектаклів та фільмів, п'єси для фортепіано та скрипки, обробка народних пісень та мелодій. Автор музики до першої молдавської музичної комедії «Марійкино щастя» Леоніда Корняну, дитячої опери «Жар-птиця» (Птах Майастра — Pasǎrea Maiastrǎ), музики до п'єси Леоніда Корняну та Якова Кутковецького «У долинах Молдавії» (поставлена під назвою «Звільнення йде зі Сходу», 1945, Кишинів) та багатьох інших творів.
На згадку про Євгена Кока названі вулиці в Кишиневі (на Боюканах, 1954), Дрокії, Сороках та Страшенах та спеціальна музична школа-інтернат у Кишиневі (1967). На будинку в Кишиневі (вул. Матійовича, 97), де мешкав Кока, встановлено меморіальну дошку.

## Твори
- Опера "Жар-птиця, або Принц Іонел і чарівний вовк" (для дітей, 1926);
- балет «Квіти маленької Іди» (за казкою X. К. Андерсена, 1926);
- музична комедія «Марійкино щастя» (разом з К. Бенцом, на лібрето Л. Є. Корняну, Кишинев, 1951);
- кантата для хору та симфонічного оркестру «Співає серце Молдавії» (слова Є. М. Букова);
- картина для симфонічного оркестру «Ніч у Криму» (1915);
- Дві симфонії (1928, 1932);
- для симфонічного оркестру - Молдавське каприччіо (1937, 1-а премія на Міжнародному конкурсі ім. Джордже Енеску), поема «Кодрул» (1950);
- для скрипки та симфонічного оркестру — Весняна симфонія (фантазія, 1941);
- 2 струнних квартету (1928, 1949);
- для голосу і фортепіано - романси на слова Емінеску, Міхай | Емінеску]], Л. Е. Корняну та ін;
- для хору - ораторія « Котовський» (слова Е. Н. Букова), сюїта «Дійна] (слова Е. Н. Букова);
- Пісні на слова Л. Корняну, Е. Н. Букова, Є. Цепілова та ін;
- Музика до драм. вистав і фільмів.